# Johann Baptist Schott

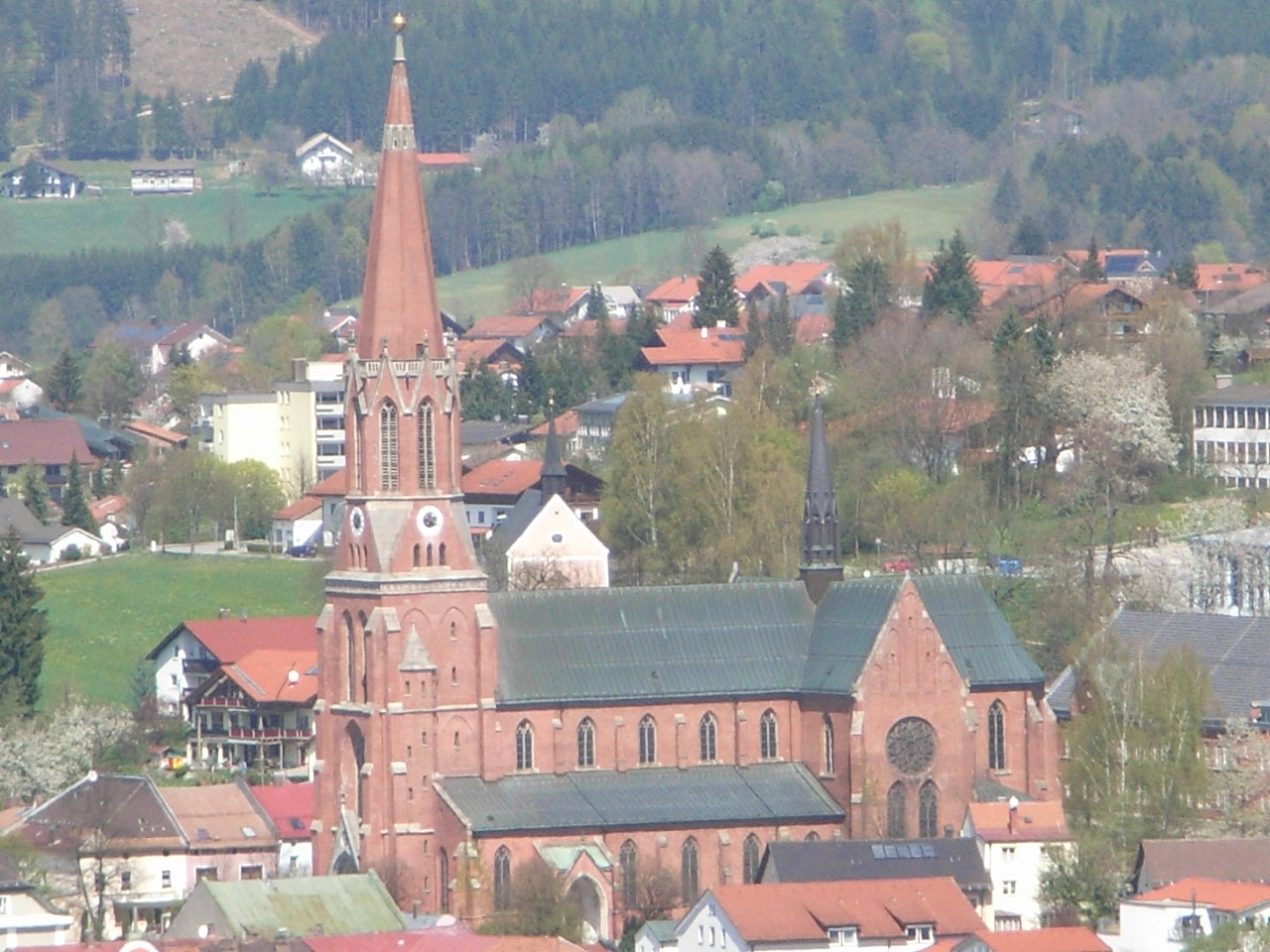
Pfarrkirche St. Nikolaus in Zwiesel

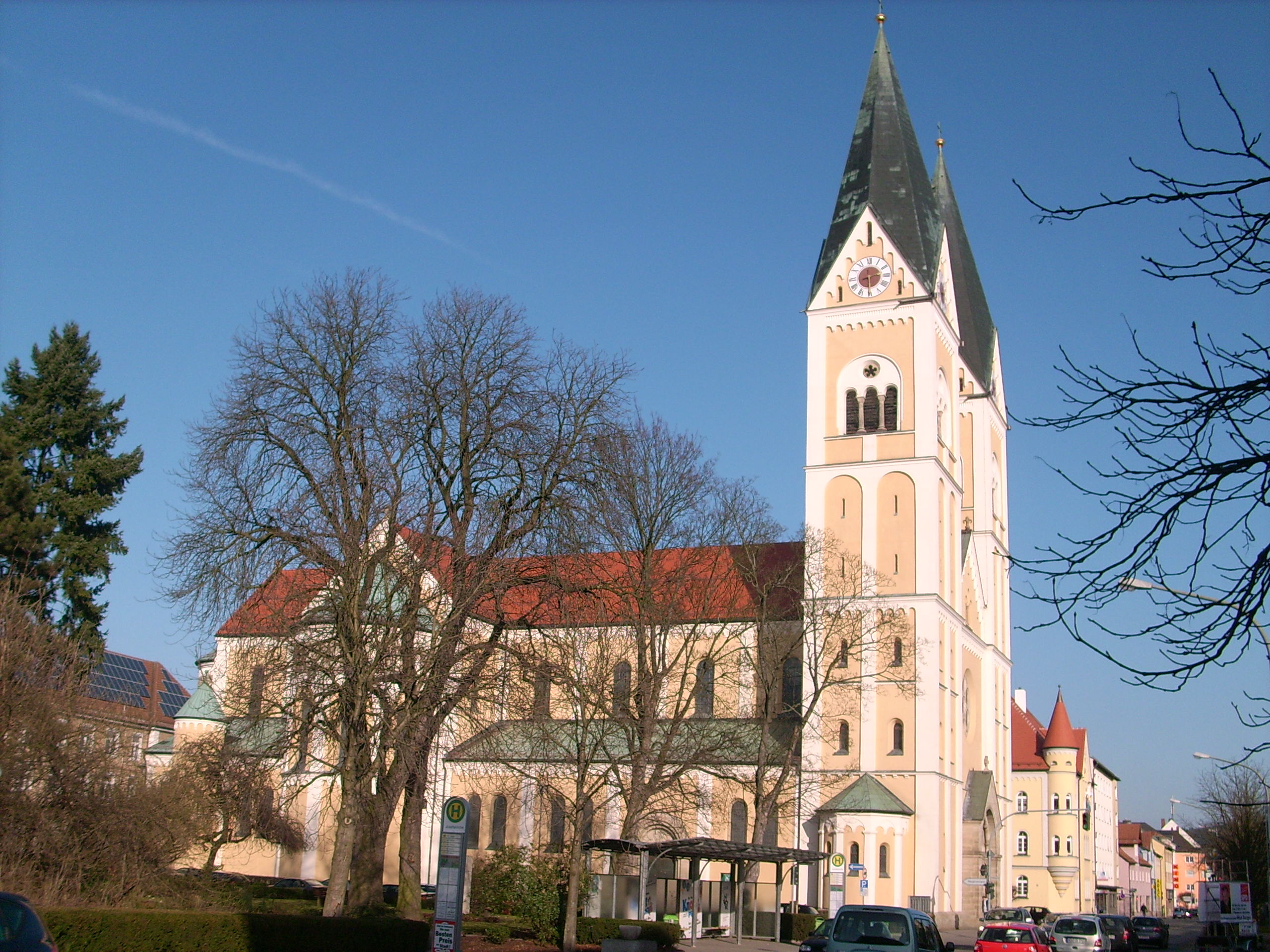
Pfarrkirche St. Josef in Weiden

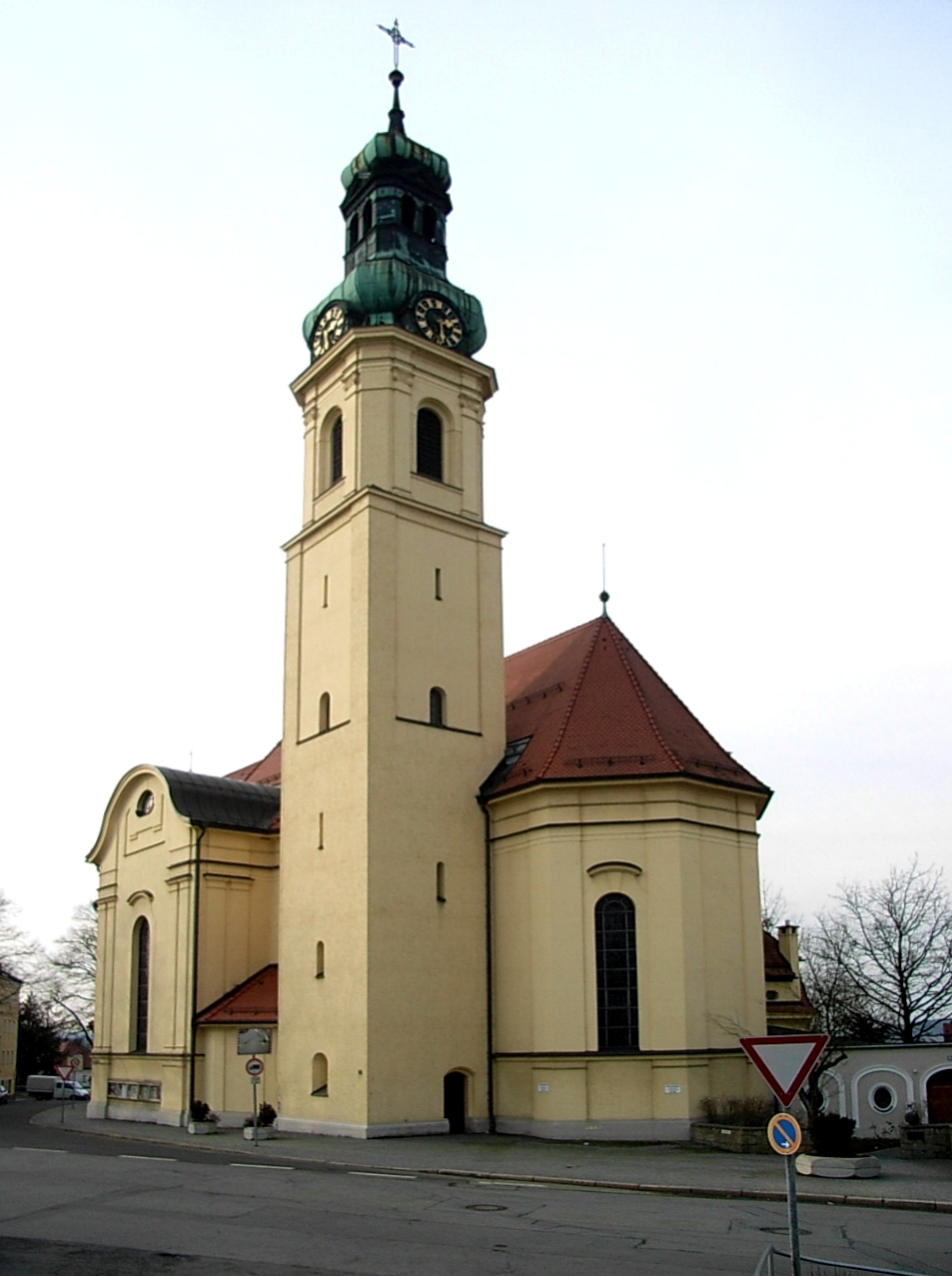
Pfarrkirche St. Anton in Passau

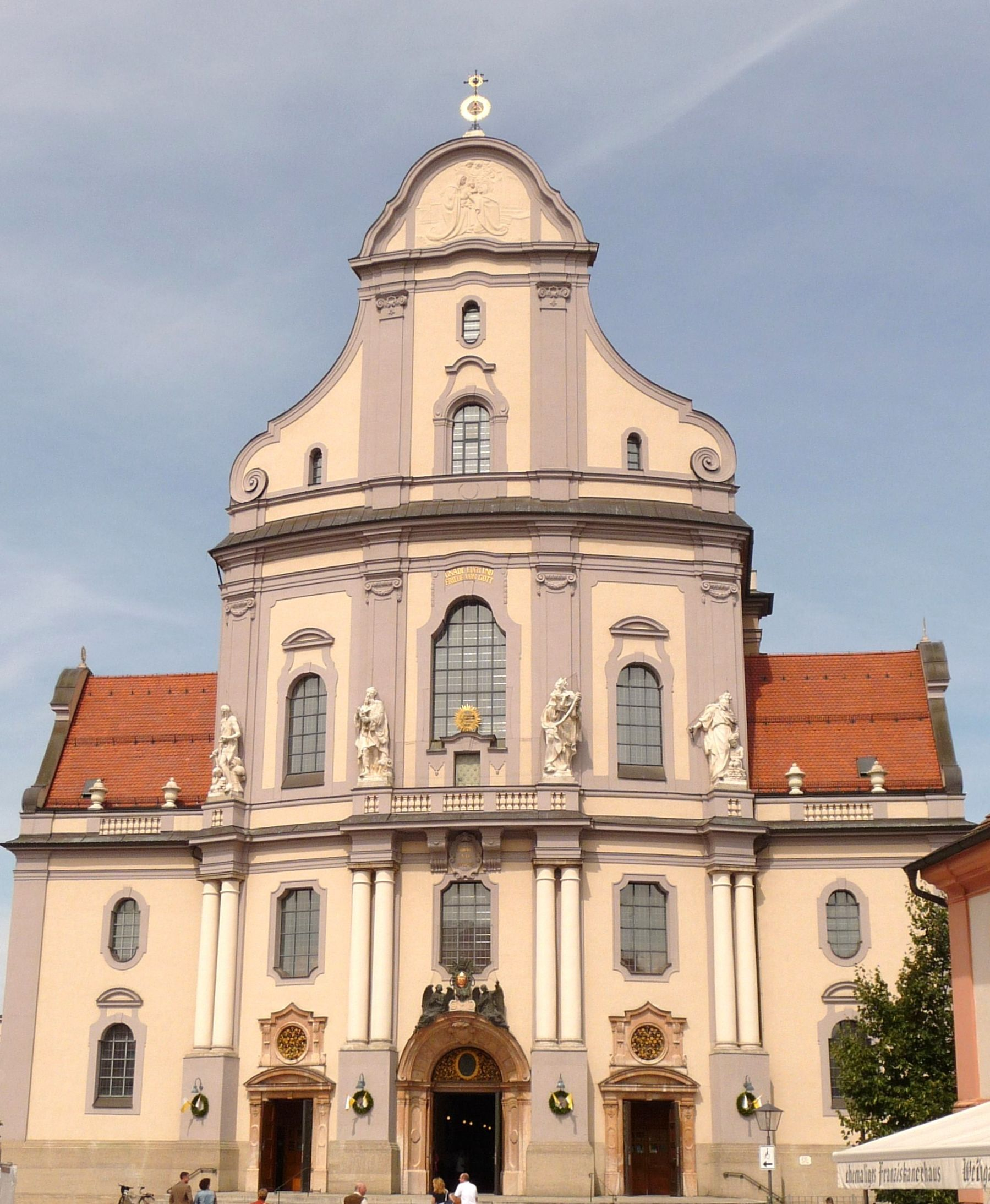
Basilika St. Anna in Altötting

Johann Baptist Schott (* 31. Januar 1853 in Schönau bei Bad Kohlgrub; † 14. Juli 1913 in Stockdorf am Starnberger See) war ein deutscher Architekt.

## Leben
Er schrieb sich 1872 an der gerade eröffneten Münchner Königlichen Polytechnischen Schule als Student des Ingenieurfaches ein. Seit 1880 wohnte er in München. 1896 heiratete er die aus Pfeffenhausen stammende Anna Rucker.
Seine ersten eigenständigen Arbeiten stammen aus dem Jahr 1879. 1886 gründete er in München unter seinem Namen ein Spezial-Architektur-Büro für kirchliche Kunst. Der Schwerpunkt seiner Arbeiten lag bis 1895 ausschließlich in der Diözese Passau, wo er eine dominante Stellung einnahm und für die Planung zahlreicher sakraler Bauvorhaben herangezogen wurde. Er schuf aber auch in den Diözesen Regensburg, München-Freising und Bamberg mehrere kirchliche Neubauten. Schott beherrschte die gesamte Palette des Historismus. Im Stil der Neugotik entstand zum Beispiel die Stadtpfarrkirche St. Nikolaus in Zwiesel, im Stil des Neobarocks die Basilika St. Anna in Altötting.
Neben Kirchen entwarf er Pfarrhöfe, Friedhofsanlagen, das Knabenseminar in Passau sowie Schulen. Kurz vor seinem Tod wurde er von Prinzregent Luitpold in den persönlichen Adelsstand erhoben. Seine Pläne, den Tätigkeitsbereich in die Rheinpfalz auszudehnen, konnte er nicht mehr verwirklichen.
Die Gesamtzahl seiner sakralen und profanen Bau-, Plan- und Ausstattungsmaßnahmen beläuft sich auf 170 Einzelprojekte bei 145 verschiedenen Ortsangaben.

## Werk (Auswahl)
- Pfarrkirche St. Andreas in Wurmannsquick (1878–1881)
- Katholische Pfarr- und ehemalige Propsteikirche St. Oswald in Sankt Oswald-Riedlhütte (1880–1882)
- Pfarrkirche Herz Jesu in Haus im Wald (1885–1886)
- Mädchenschulhaus in Zwiesel (1889)
- Pfarrkirche St. Stephan in Schönau (1890–1891)
- Stadtpfarrkirche St. Nikolaus in Zwiesel (1891–1896)
- Pfarrkirche St. Josef in Alkofen (1891–1893)
- Pfarrkirche St. Mariä Himmelfahrt in Ortenburg (1892–1894)
- Pfarrkirche Hl. Herz Jesu in Ludwigsthal (1893/1894)
- Querhaus der Pfarrkirche Mariä Himmelfahrt in Kastl (1896)
- Pfarrkirche St. Stephanus in Pleinting (1897–1900)
- Pfarrkirche St. Margareta in Teisnach (1898–1900)
- Pfarrkirche St. Anna in Neuschönau (1895–1903)
- Pfarrkirche St. Vitus in Willing (1899)
- Pfarrkirche St. Maria, Hilfe der Christen in Hintereben (1899)
- Pfarrkirche St. Josef in Weiden in der Oberpfalz (1899–1900)
- Knabenschulhaus in Deggendorf (ehemals Theodor-Eckert-Schule, jetzt Museum, 1899–1900)
- Pfarrkirche St. Agatha in Aidenbach (1900)
- Pfarrkirche St. Elisabeth in Lappersdorf, Ortsteil Kareth (1900–1901)
- Pfarrkirche St. Josef in Riggerding (damals noch in der Gemeinde Bradlberg) bei Schöllnach (1901–1904)
- Schlosskirche in Neuhaus am Inn (1902/1903)
- Pfarrkirche St. Korbinian in Schwaig, Gemeinde Oberding (1903–1905)
- Pfarrkirche Heilig Kreuz in Kiefersfelden (1904–1906)
- Pfarrkirche Sieben Schmerzen Mariä in Wildenranna (1904–1906)
- Kirche St. Mariä Namen in Neubäu (Beginn des 20. Jahrhunderts)
- Seminarkirche St. Stephan des Priesterseminars Passau (1905)
- Ehemalige Knabenschule, jetzt Altenpflegeschule in Neuötting (1906–1907)
- Pfarrkirche St. Georg in Sünzhausen (1906–1908)
- Pfarrkirche St. Johannes der Täufer in Schweitenkirchen (1906–1909)
- Pfarrkirche St. Laurentius in Asenkofen (1907–1908)
- Pfarrkirche St. Georg in Obertraubling (1907–1908)
- Filialkirche St. Jakobus in Oberhaindlfing, Gemeinde Wolfersdorf (1908–1909)
- Pfarrkirche St. Anton in Passau (1908–1910)
- Katholische Expositurkirche St. Jakobus in Antholing (1910–1911)
- Pfarrkirche Mater dolorosa in Finsterau (1910–1912)
- Basilika St. Anna in Altötting (1910–1912)
- Expositurkirche St. Josef in Obergessenbach (1912)
- Pfarrkirche St. Georg in Hausen, Gemeinde Ursensollen (1913/14)